# Северн (Північна Кароліна)
Северн (англ. Severn) — місто (англ. town) в США, в окрузі Нортгемптон штату Північна Кароліна. Населення — 191 особа (2020).

## Географія
Северн розташований за координатами 36°30′51″ пн. ш. 77°11′21″ зх. д. / 36.51417° пн. ш. 77.18917° зх. д. (36.514203, -77.189288).  За даними Бюро перепису населення США в 2010 році місто мало площу 2,62 км², уся площа — суходіл.

## Демографія
Згідно з переписом 2010 року, у місті мешкало 276 осіб у 126 домогосподарствах у складі 85 родин. Густота населення становила 105 осіб/км².  Було 143 помешкання (55/км²).
Расовий склад населення:
| - 68,5 % — білих - 31,2 % — чорних або афроамериканців |

До двох чи більше рас належало 0,4 %. Частка іспаномовних становила 1,4 % від усіх жителів.
За віковим діапазоном населення розподілялося таким чином: 12,3 % — особи молодші 18 років, 58,0 % — особи у віці 18—64 років, 29,7 % — особи у віці 65 років та старші. Медіана віку мешканця становила 51,5 року. На 100 осіб жіночої статі у місті припадало 90,3 чоловіків;  на 100 жінок у віці від 18 років та старших — 92,1 чоловіків також старших 18 років.
Середній дохід на одне домашнє господарство  становив 33 195 доларів США (медіана — 24 732), а середній дохід на одну сім'ю — 39 422 долари (медіана — 33 750). За межею бідності перебувало 36,5 % осіб, у тому числі 92,3 % дітей у віці до 18 років та 31,4 % осіб у віці 65 років та старших.
Цивільне працевлаштоване населення становило 72 особи. Основні галузі зайнятості: транспорт — 25,0 %, освіта, охорона здоров'я та соціальна допомога — 15,3 %, виробництво — 13,9 %.